# Igf1
Gen IGF1 kodira  inzulinu podoben rastni faktor 1 (ang. Insulin-like growth factor 1), poznan tudi pod imenom somatomedin C.

## Pozicija gena
Lokacija gena IGF1 se razlikuje od vrste do vrste.
| Vrsta                             | Kromosom | Natančna lokacija na kromosomu |
| --------------------------------- | -------- | ------------------------------ |
| Človek (Homo sapiens)             | 12       | 12q23.2                        |
| Podgana (Rattus norvegicus)       | 7        | 7q12-q13                       |
| Miš (Mus musculus)                | 10       | 48,0 cM                        |
| Domača kokoš (Gallus gallus)      | 1        |                                |
| Navadna cebrica (Danio rerio)     | 4        |                                |
| Govedo (Bos taurus)               | 5        |                                |
| Divja svinja (Sus scrofa)         | 5        |                                |
| Navadni šimpanz (Pan troglodytes) | 12       |                                |
| Pes (Canis lupus familiaris)      | 15       |                                |
| Konj (Equus caballus)             | 28       |                                |

## Delovanje proteina IGF1
Inzulinu podoben rastni faktor 1 spodbuja rast organizma s celim omrežjem reakcij, ki v končni fazi spodbujajo nastajanje proteinov, celično proliferacijo, diferenciacijo tkiva in celo zaščito proti celični apopotozi. Aktivacija IGF1 pride s strani rastnega hormona hipofize, njegova sinteza pa poteka v jetrih, od kjer deluje na različna tkiva in se veže na svoje receptorje. IGF1 se nahaja v 2 oblikah. Lahko se veže direktno na svoj receptor ali pa se prilepi na IGF-vezavni protein, kjer se zakoplje v zaščitno ovojnico in s tem zavlačuje in  prilagaja reakcijo IGF1 s svojim receptorjem. 
IGF1 naj bi vplival tudi na dolgoživost celotnega organizma.

## Vpliv gena na velikost psov
Gen IGF1 je povezan z majhno velikostjo domačega psa. Raziskava je dokazala povezavo med različnimi haplotipi gena IGF1 in velikostjo psov.
Haplotipi gena A, B in C so povezani z majhno velikostjo. Homozigoti teh 3 haplotipov imajo manjšo velikost okostja in manjšo maso. Odkrita je tudi manjša vsebnost IGF1 v krvnem serumu.
Homozigoti haplotipa D do L imajo večjo telesno maso in večje okostje. Pri pasmi Portugalski vodni pes, kjer je velika raznolikost v velikosti, imajo psi 2 haplotipa, B in I. Psi, ki so homozigoti haplotipa B so manjši kot homozigoti I in heterozigoti.
V splošnem je heterozigotnost haplotipov majhna. Pri manjših pasmah predstavlja le 25% heterozigotnosti velikih pasem.
Mutacija gena je na SNP 5 (44,228,468bp), ki lahko ločuje med haplotipi A, B in C, ter haplotipi D do L. SNP 5 sinonimen ekson IGF1 se pri psih nahaja na eksonu 3.